# Faraján
Faraján – gmina w Hiszpanii, w prowincji Malaga, w Andaluzji, o powierzchni 20,41 km². W 2011 roku gmina liczyła 287 mieszkańców.